# Beuvron
Beuvron és un municipi francès, situat al departament del Nièvre i a la regió de Borgonya - Franc Comtat. L'any 2007 tenia 96 habitants.

## Demografia

### Població
El 2007 la població de fet de Beuvron era de 96 persones. Hi havia 36 famílies, de les quals 11 eren unipersonals (7 homes vivint sols i 4 dones vivint soles), 18 parelles sense fills i 7 parelles amb fills.
La població ha evolucionat segons el següent gràfic:
Habitants censats

### Habitatges
El 2007 hi havia 78 habitatges, 43 eren l'habitatge principal de la família, 28 eren segones residències i 7 estaven desocupats. Tots els 78 habitatges eren cases. Dels 43 habitatges principals, 39 estaven ocupats pels seus propietaris i 5 estaven llogats i ocupats pels llogaters; 1 tenia una cambra, 4 en tenien dues, 7 en tenien tres, 14 en tenien quatre i 18 en tenien cinc o més. 29 habitatges disposaven pel capbaix d'una plaça de pàrquing. A 21 habitatges hi havia un automòbil i a 17 n'hi havia dos o més.

### Piràmide de població
La piràmide de població per edats i sexe el 2009 era:
| Homes | Edats   | Dones |
| ----- | ------- | ----- |
| 0     | 95 o +  | 0     |
| 0     | 90 a 94 | 0     |
| 0     | 85 a 89 | 0     |
| 0     | 80 a 84 | 0     |
| 0     | 75 a 79 | 4     |
| 4     | 70 a 74 | 16    |
| 0     | 65 a 69 | 8     |
| 4     | 60 a 64 | 0     |
| 4     | 55 a 59 | 0     |
| 4     | 50 a 54 | 4     |
| 0     | 45 a 49 | 0     |
| 12    | 40 a 44 | 4     |
| 0     | 35 a 39 | 12    |
| 0     | 30 a 34 | 0     |
| 0     | 25 a 29 | 0     |
| 0     | 20 a 24 | 0     |
| 4     | 15 a 19 | 0     |
| 0     | 10 a 14 | 4     |
| 8     | 5 a 9   | 4     |
| 0     | 0 a 4   | 0     |

## Economia
El 2007 la població en edat de treballar era de 57 persones, 39 eren actives i 18 eren inactives. De les 39 persones actives 37 estaven ocupades (20 homes i 17 dones) i 3 estaven aturades (1 home i 2 dones). De les 18 persones inactives 9 estaven jubilades, 6 estaven estudiant i 3 estaven classificades com a «altres inactius».
Activitats econòmiques
Dels 2 establiments que hi havia el 2007, 1 era d'una empresa de fabricació d'altres productes industrials i 1 d'una empresa d'informació i comunicació.
L'any 2000 a Beuvron hi havia 5 explotacions agrícoles que ocupaven un total de 730 hectàrees.

## Poblacions més properes
El següent diagrama mostra les poblacions més properes.